# ماری-او گیی
ماری-او گیی (فرانسوی: Marie-Ève Gahié‎؛ زادهٔ ۲۷ نوامبر ۱۹۹۶) جودوکار زن اهل فرانسه است.